# Лігрон
Лігро́н (рос. Лигрон) — присілок в Якшур-Бодьїнському районі Удмуртії, Росія.
Населення — 92 особи (2010; 112 в 2002).
Національний склад (2002):
- росіяни — 53 %
- удмурти — 43 %